# 이데구치 마사아키
이데구치 마사아키(일본어: 井手口 正昭, 1988년 8월 10일 ~ )는 일본의 축구 선수이다.

## 구단 경력
과거 요코하마 FC에서 활동하였다.